# Manoir de Mézarnou
Le manoir de Mézarnou est un édifice du XVIe siècle sur l'emplacement d'une bâtisse féodale plus ancienne. Le manoir est situé sur la commune de Plounéventer, dans le département du Finistère, en Bretagne.

## Localisation
Le manoir de Mézarnou est situé à l'entrée de Plounéventer, un peu en retrait de la route.

## Historique

### XVIesiècle

#### Le pillage de 1594 et l'enlèvement de Marie Le Chevoir en 1595

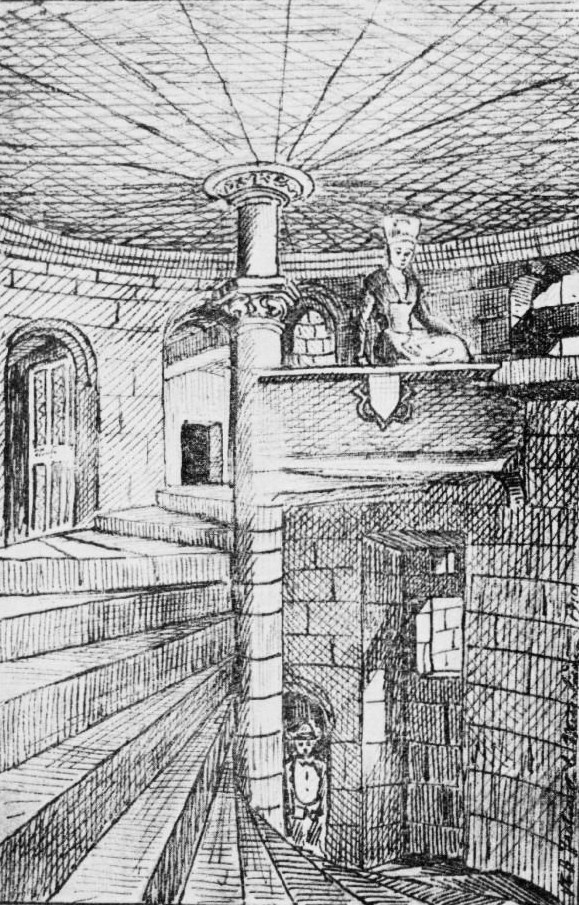
J. Baudry, L'Escalier du manoir de Mézarnou (1905).

Le manoir de Mézarnou, entouré de douves, était au coeur d'un vaste domaine qui couvrait à l'origine 17 ha et était entouré d'un mur d'enceinte
Le 1er août 1594, pendant les guerres de la Ligue, le seigneur de Mézarnou, Hervé de Parcevaux, reçoit à souper Yves du Liscouët au manoir de Mézarnou, pensant trouver un allié pour plaider sa cause et rallier le roi de France Henri IV, il est trahi par celui-ci. Alors que son hôte, Hervé de Parcevaux, cousin d'Yves du Liscouët, le reçoit à souper, ce dernier tue deux domestiques et viole, avec ses hommes, les femmes présentes.

« Le soir du 1er août 1594, Yves du Liscouët vint donc à Mézarnou où il devait diner. Hervé de Parcevaux alla à sa rencontre jusqu'à Landerneau. Le souper fut gai et Du Liscouët ne cessa de témoigner de l'affection au seigneur de Mézarnou […] Mais aussitôt le souper fini, au moment d'aller se coucher, il met la main au collet de son hôte et le fit prisonnier. Il fut enfermé avec les siens dans la petite salle est, contigüe à la salle à manger. Du Liscouët et ses gens se livrèrent alors au vol et au pillage. Connaissant la maison, il leur était facile de découvrir ce qu'il y avait d'intéressant. Ils emportèrent toute l'argenterie et ce qu'il y avait de précieux. Bien plus, ils pillèrent les églises de Plounéventer et de Lanneuffret, Plouédern et Trémaouézan emportant les croix, calices et ornements que ces paroisses avaient déposés à Mézarnou comme en lieu sûr. […] Les soldats de Du Liscouët établis à Mézarnou y passèrent quinze jours à butiner, après que leur maître se fut taillé la part du lion, dans les biens de celui qui l'avait reçu en ami sus son toit hospitalier »

Hervé de Parcevaux, sorti des prisons de Brest, dut remeubler sa maison au détriment de ses autres manoirs de La Pallue, Tihaudy et Kerascouet. Le château de Mézarnou avait à peine eut le temps de se relever de sa ruine qu'il reçut l'année suivante en juillet ou août 1595 une visite de Guy Éder de La Fontenelle.
Louis-Guillaume Moreau restitue :

« Le sieur de Percevaux, seigneur de Mazarnou, […] habitait un des plus beaux manoirs de l'évêché de Léon. […] L'entrée de Mézarnou était alors défendue par deux petits pavillons où logeaient les gardes du château. À peine La Fontenelle eut-il fait connaître à ceux-ci son nom  que […] monsieur de Mézarnou vint le recevoir avec beaucoup d'empressement. […] Le sieur de Mézarnou, après avoir fait entrer La Fontenelle dans la grande salle d'honneur située au rez-de-chaussée, fit conduire les gens de sa suite dans les cuisines et donna l'ordre de leur servir des rafraîchissements. La pièce […] était éclairée par de grandes croisées de pierres, garnies extérieurement de forts barreaux de fer entrecroisés comme les grilles d'une prison. Le feu pétillait dans l'immense cheminée de la salle du manoir. Une longue table de chêne qui, suivant l'usage du temps, occupait le milieu de l'appartement, était déjà recouverte d'une nappe de toile d'une grande finesse, sur laquelle resplendissaient de superbes pièces d'argenterie et une riche vaisselle attestant la richesse des propriétaires du lieu. »

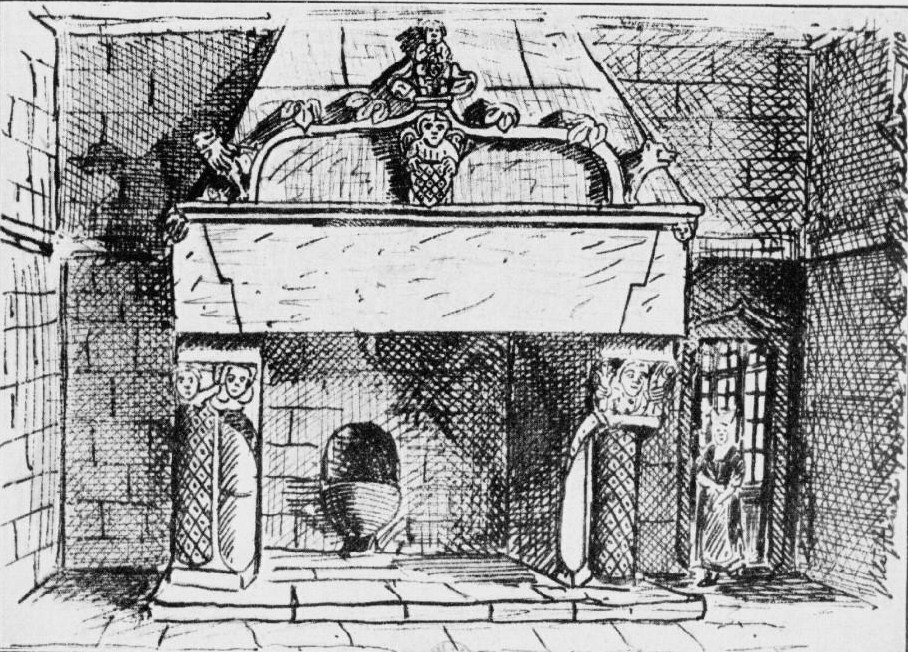
J. Baudry, Manoir de Mézarnou : la grande cheminée (1905).

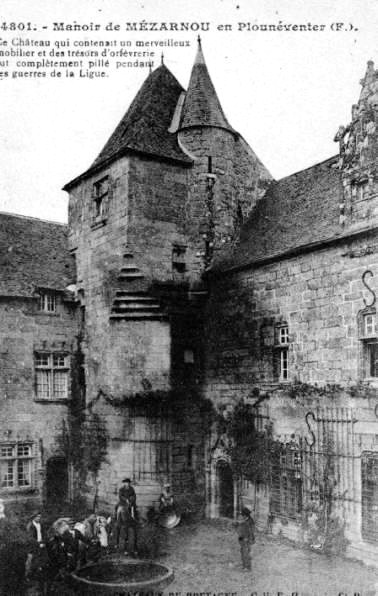
Le manoir de Mézarnou vers 1900.

Le 15 août 1594, après avoir retenu Hervé de Parcevaux dans son manoir, il décide de l'envoyer en prison à Brest où il restera deux semaines et ne sera libéré qu'après avoir versé une rançon de 9 500 écus et dut remeubler son manoir en prenant du mobilier dans ses autres manoirs de la Paluë, Thihaudy et Karascoët.
Le manoir de Mézarnou, entouré de douves, était au cœur d'un vaste domaine qui couvrait à l'origine 17 ha et était entouré d'un mur d'enceinte, fut pillé le 1er août 1594 par Yves du Liscouët pendant les guerres de la Ligue alors que son hôte, Hervé de Percevaux, et cousin d'Yves du Liscouët, le recevait à souper, tuant deux domestiques et violant, avec ses hommes, les femmes présentes. Alain de Parcevaux, qui s'était « quelque peu mêlé aux agitations de la Ligue », désirait se ranger désormais sous la bannière royale d'Henri IV et comptait pour cela sur la médiation d'Yves du Liscouët ; au lieu de cela, ce dernier le trahit en l'arrêtant, l'envoie en prison à Brest pendant deux semaines et il ne fut libéré qu'après le versement d'une forte rançon de 9 500 écus.
Guy Éder de La Fontenelle, trompant la confiance de son hôte, enleva par surprise Marie Le Chevoir, riche héritière, et fille d'un premier mariage de Renée de Coëtlogon, seconde épouse d'Hervé de Parcevaux, alors âgée de 9 à 12 ans selon les sources, qu'il emmena peut-être dans un couvent d'Ursulines à Saint-Malo avant de l'épouser quelque temps plus tard, malgré son jeune âge bien avant ses 14 ans — âgée de 11 ans probablement — dans l'île Tristan.
Une gwerz, dont plusieurs versions différentes existent d'ailleurs, dont certaines collectées par François-Marie Luzel, fait allusion à ces évènements. Toutefois, un document datant de 1619, prétend que ce sont Hervé de Parcevaux et Renée de Coëtlogon qui « baillèrent prodvitoirement et livrèrent ladicte Le Chevoir de leur propre auctorité à Messire Guy Eder, sieur de La Fontenelle pour la luy faire espouser sans advis de parents ni décret de justice », sans préciser si c'était par contrainte ou par nécessité. Guy Éder de La Fontenelle réussit toutefois à se faire aimer de sa jeune épouse.

### XVIIesiècle
La paix revenue, Hervé de Parcevaux intenta en 1603 un procès à la veuve d'Yves du Liscouët. Dans sa requête, il exposa toutes les circonstances du pillage et fit monter la valeur de ce qui avait été pris chez lui à la somme de 70 000 écus. Ce procès dura longtemps, puisque 20 ans après, on voit Françoise de Parcevaux, petite fille d'Hervé, s'en occuper encore.

« Un inventaire réalisé en 1603 pour quantifier les objets pillés neuf ans plus tôt en dit long sur les trésors que recelait le manoir. En voici quelques très brefs extraits : trois grands bahuts, 18 coffres façon de Flandres ou de Rouen, 36 chaises garnies de cuir, trois horloges sonnantes (technique inventée en 1550). Le manoir comportait dix chambres meublées chacune de deux lits à baldaquin, avec couvertures aux franges de fil d'or et d'argent. Trente-six grands chandeliers de cuivre étaient utilisés pour l'éclairage des chambres, et douze grands en argent pour la salle à manger. Dans les bahuts, on trouvait 80 coupes et 40 tasses en argent doré ainsi que deux coupes en or massif. »

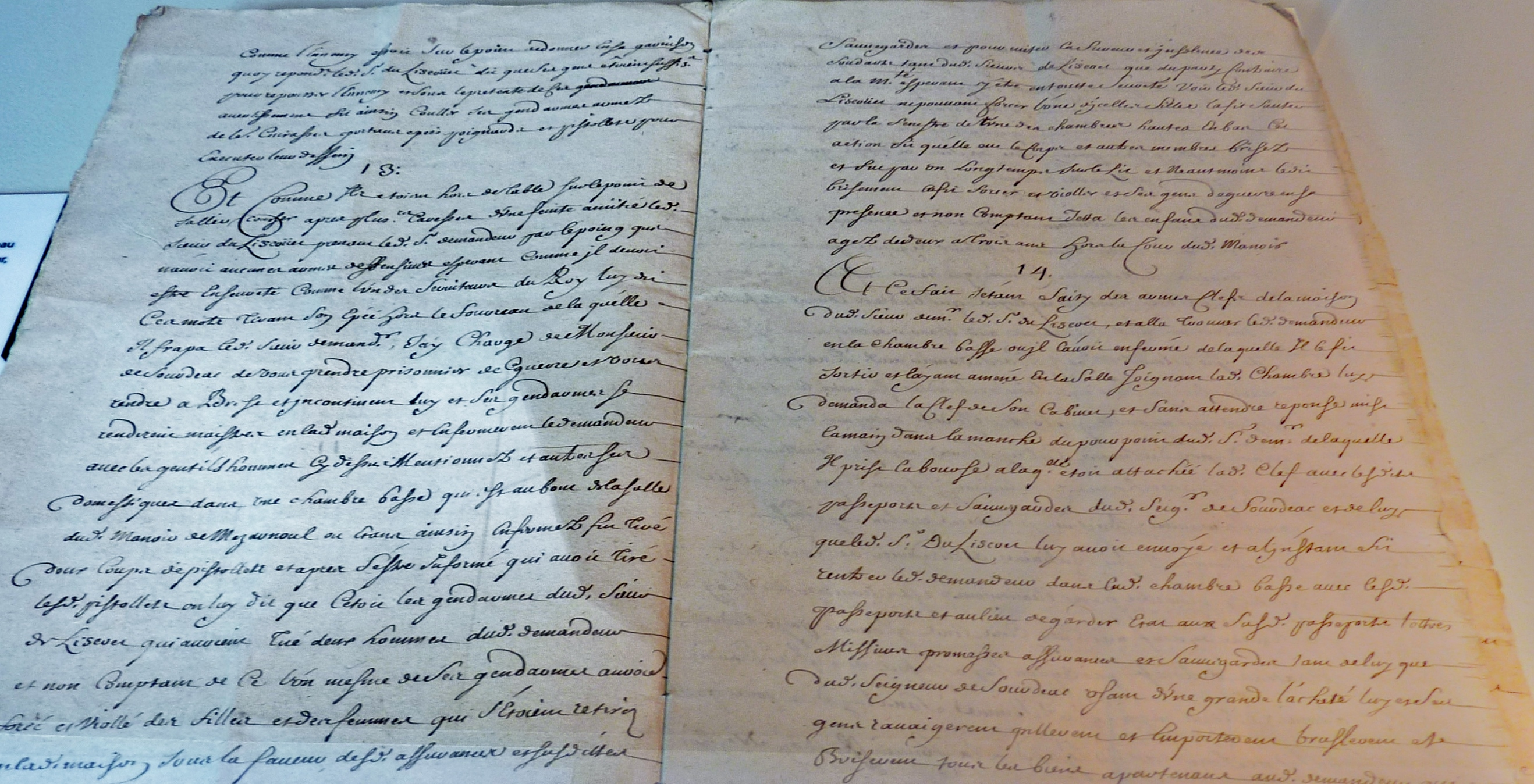
Inventaire du manoir de Mézarnou après le pillage de 1603 par Yves du Liscouët (exposition château de Kerjean en 2013).

Le même inventaire fournit d'autres précisions :

« Il nous montre autour du logis seigneurial en 1594 une « demi-douzaine de grands bœufs pour engraisser », 18 vaches à lait, « quinze ou seize taureaux ou génisses » ; en outre, dans les prairies, dans les écuries, « 28 grands chevaux tous de service hors quatre poulains de deux ou trois ans » dont le moindre vaut 200 écus, plus six chevaux hongres servant à la charrue, huit cavales avec leurs poulains de lait, et de grands chevaux appelés étallons pour couvrir juments. Quant à la volaille, faut-il la compter ?  « Trois ou quatre cents chapons et soixante-quinze coqs et poules d'Inde ». Et des greniers, des celliers, des caves qui regorgent ! « Cinq tonneaux de vin de Gascogne et deux de vin d'Anjou », « six ou sept tonneaux de froment, dix ou douze de seigle, quinze d'avoine et environ quatre tonneaux tant d'orge que de bled noir. Huit bœufs et sept pourceaux gras dans le charnier ». »

La paix revenue, Hervé de Parcevaux intenta en 1603 un procès à la veuve d'Yves du Liscouët. Dans sa requête il exposa toutes les circonstances du pillage et fit monter la valeur de ce qui avait été pris chez lui à la somme de 70 000 écus. Vingt ans après, Françoise de Parcevaux, petite fille d'Hervé, poursuivait encore la procédure.
Le manoir fait l’objet d’un classement au titre des monuments historiques depuis le 9 avril 2002.

### Propriétaires de la seigneurie et du manoir

#### La famille de Parcevaux
Mézarnou est depuis au moins le XIe siècle le fief de la famille de Parcevaux (leur devise est : « S'il plaist à Dieu »). La première trace dont l'histoire a gardé le souvenir date de 1091, année où Pierre André de Parcevaux épouse Sybille de Trogoff. La famille de Parcevaux reste seigneur de Mézarnou jusqu'à ce que ce fief tombe en quenouille lors du mariage de Françoise de Parcevaux avec René Barbier, du château de Kerjean, en 1630. Parmi les plus connus des membres de la famille de Parcevaux, reconnue d’extraction noble en Bretagne, par arrêté du 12 avril 1669, qui furent seigneurs de Mézarnou, on relève :
- Ollivier de Parcevaux, qui en 1145 fait une fondation à l'abbaye du Relec, confirmée et augmentée ensuite par son fils Jehan de Parcevaux ;
  - son fils, Pierre de Parcevaux, participe en 1250 à la septième croisade en Terre sainte, accompagnant Saint Louis. Il est fait prisonnier lors de la bataille de Mansourah ;
    - son fils, Pierre II de Parcevaux, fait partie du conseil du duc de Bretagne à Lesneven.

Par la suite :
- Jehan II de Parcevaux, vivant en 1360, comparaît aux montres de Bertrand du Guesclin à Pontorson, Bourges et Conches[Lequel ?] en 1371[20], ratifie le traité de Guérande en 1381[21], et est capitaine de Lesneven en 1395 et 1402[22] ;
  - son fils, Tanguy de Parcevaux épouse en 1392 Adélice de Kerlouan ;
    - leur fils, Alain de Parcevaux (mort après 1434), est secrétaire du duc de Bretagne Jean V et capitaine de Lesneven. Il épouse Isoline de Kerlouan ;
      - leur fils, François de Parcevaux épouse Jeanne de Prat-Hir ;
        - leur fils, Maurice de Parcevaux (mort le 7 avril 1485), est sénéchal de Léon en 1469 et épouse Tiphaine Campir le 12 août 1472 ;
          - leur fils, Yvon de Parcevaux (mort en mars 1519), est sénéchal de Léon. Il épouse Marie Kergroannec, puis, en 1507, Jeanne de Kervern. Ils construisent le manoir actuel de Mézarnou, achevé en 1525 ;
            - leur fils [de Marie Kergroannec], Maurice II de Parcevaux (1485-1571), épouse Jeanne de Kerouanec, dame de Prat-Hir. Il est sénéchal de Léon et conseiller au Parlement de Bretagne ;
              - leur fils, Yves de Parcevaux (mort en 1558), seigneur de Prat-Hir et conseiller au Parlement de Bretagne, épouse le 20 mars 1554 Jeanne de Boutteville, dame du Faouët, dont il a deux filles mortes en bas âge ;
              - son frère, Jehan de Parcevaux (mort en septembre 1587), conseiller au Parlement de Bretagne, qui recueille sa succession, seigneur de Mézarnou, de la Paluë, épouse Françoise de Kerlec'h, dame de Kerascoët ;
                - leur fils, Hervé (prénommé aussi, à tort, Vincent dans de nombreux textes[23]) de Parcevaux (v.1560-1616), seigneur de Mézarnou, de la Paluë, de Kerascoët, épouse en secondes noces en 1591 Renée de Coëtlogon (1562-1624), veuve de Lancelot Le Chevoir, originaire de Prat (dans l'actuel département des Côtes-d'Armor) et propriétaire dans cette paroisse du manoir de Coadealan[24] ;
                  - leur fils, Alain de Parcevaux (v.1591-1617), épouse en 1613 Suzanne de Guémadeuc ;
                    - leur fille, Françoise de Parcevaux (morte en 1688), dame d'honneur de la reine Anne d'Autriche, épouse en 1630 messire René Barbier, du château de Kerjean
                      - leur fils Joseph René Barbier a une fille, Gabrielle Henriette Barbier, qui épouse en 1689 Alexandre de Coatanscour. Leurs héritiers vendent Mézarnou le 23 avril 1720 au sieur de Poinçonneau et le château est ensuite vendu comme bien national pendant la Révolution française.

#### Les propriétaires auXIXesiècleetXXesiècle
Acheté en 1720 par Mathieu Poinconneau, maréchal héréditaire du Laonnais — qui acheta aussi le château de Kergournadec'h en Cléder) —, le manoir est loué en 1745 à Jacques Toullec, issu d'une famille de julod (paysans riches, également marchands de toiles), puis à Yves Abhervé-Guéguen, également un julod, dont les descendants l'achètent en 1806. Le manoir passe ensuite par alliance aux mains de la famille Martin, mais se dégrade progressivement dans le courant du XIXe siècle : le manoir de Kergréguen est par exemple construit en réutilisant une partie des pierres de la partie sud-est du manoir de Mézarnou.
- 1806 : famille Abhervé-Guéguen, dont une fille épouse Jean-Marie Martin qui fait passer la demeure à ses enfants pour une partie des terres et des habitations jusqu'en 1985. L'autre partie habitable appartenant à mademoiselle Jaffrès, en religion sœur Marthe, religieuse de Saint-Joseph de l'Apparition de Lyon, est vendue en 1960 à Louis Appéré, qui revend en 1970 à Joseph Le Goff, de Poulmarch.
- 1995 : partage en trois propriétaires, la Société d'histoire et d'archéologie du Finistère et deux particuliers.
- 1996 : le nouveau propriétaire restaure le manoir en 2001[28].

## Description
Le manoir était à l'origine entouré de hauts et longs murs qui ceignirent un parc de 17 hectares et 30 ares avant d'être démolis. À proximité du manoir se trouvait un vivier. L'entrée principale donnait sur l'avenue coupant la route de Plouédern en direction du sud-est sur la route de Saint-Servais. À la fin du XXe siècle existaient encore deux pavillons dont la maison du garde sur le côté de la route, près de la Croix de Mézarnou.
Mézarnou possédait un moulin à Penhoat, dont les eaux qui venaient des marais furent détournées pour l'alimenter, ainsi qu'un colombier qui n'existent plus.
À l'origine, le manoir était composé de deux corps de logis en triangle, fermés par des portes cochères. Ces deux corps de logis existent toujours, mais celui construit à l'ouest fut très endommagé et une partie fut démolie au pignon sud. Il se termine par un pavillon hexagonal dont il ne reste que quelques marches d'escalier. Les façades nord et ouest sont en moellons et le reste en pierres de taille. Les cheminées de la cuisine et de la salle-à-manger sont encore existantes. Entre ces deux corps de logis, un pavillon carré accosté d'une tourelle renferme un escalier dont chaque marche d'une seule pierre fait trois mètres de long
Dans la cour d'honneur se trouve une vasque d'une seule pierre de trois mètres de diamètre, avec un jet d'eau qui arrivait de la fontaine de Saint-Néventer.
Le manoir possédait une chapelle qui se trouvait à 100 mètres au sud, dans un pré qui porte aujourd'hui le nom de Park ar Japel. Elle n'existe plus, tout comme le colombier encore debout selon l'acte de vente de 1720[réf. nécessaire].
En 1996, du fastueux manoir du XVIe siècle, il ne reste plus qu'une ruine de pierres rongée par le lierre et qui menace de s'écrouler ; la toiture et les planchers sont effondrés depuis plusieurs décennies, le manoir étant inhabité depuis le début des années 1970. Les cuisines du manoir, épargnées par le temps, conservent deux cheminées colossales. Le nouveau propriétaire a entrepris depuis 2001 la restauration du manoir de Mézarnou, désormais classé depuis le 9 avril 2002 par le ministère de la Culture.